# São Jerônimo da Serra
São Jerônimo da Serra è un comune del Brasile nello Stato del Paraná, parte della mesoregione del Norte Pioneiro Paranaense e della microregione di Assaí.